# El Bernameg Al Aam
El Bernameg Al Aam (en arabe : إذاعة البرنامج العام) est le programme général de la radio d'État égyptienne, l'Union de la radio et de la télévision égyptienne. Cette station fut fondée en 1934. Elle est diffusée en FM, en ondes moyennes, en ondes courtes(pour le Nord-Est de l'Afrique) et sur Nilesat,,.